# Sông Đắk Xe Rong
Sông Đắk Xe Rong là một con sông đổ ra Sông Đắk Lô. Sông Đắk Xe Rong chảy qua các tỉnh Kon Tum, Quảng Ngãi .
Sông có chiều dài 17 km và diện tích lưu vực là 39 km² .